# 1988-as Formula–1 magyar nagydíj
A magyar nagydíj volt az 1988-as Formula–1 világbajnokság tizedik futama, amelyet 1988. augusztus 7-én rendeztek meg a Hungaroringen.

## Futam
Az első helyről Ayrton Senna indulhatott, Nigel Mansell előtt, míg Alain Prost csak a hetedik helyet szerezte meg az időmérőn. A rajtot Mansell jobban kapta el, de Senna erősebb motorjának köszönhetően előbb tudott befordulni az első kanyarba. Bár a bárányhimlőben szenvedő brit egy ideig üldözte a brazilt, de megcsúszása után visszaesett a mezőnyben, majd kimerültség miatt kiállt a versenyből. Prost egyre előrébb került, a 32. körben már a harmadik volt, majd a 47. körben Thierry Boutsen megelőzésével már Senna mögött autózott. Yannick Dalmas és Gabriele Tarquini lekörözésénél megelőzte Sennát is, de kissé kicsúszott az első kanyarban, így a brazil visszaelőzte. Prost ezután vibrációval küzdött, így csak csapattársa mögött ért célba, Boutsen, Gerhard Berger, Maurício Gugelmin és Riccardo Patrese előtt.
| Helyezés | Rajtszám | Versenyző          | Csapat/Motor    | Futott kör | Idő/Kiesés oka     | Rajthely | Pont |
| -------- | -------- | ------------------ | --------------- | ---------- | ------------------ | -------- | ---- |
| 1        | 12       | Ayrton Senna       | McLaren-Honda   | 76         | 1h57:47,081        | 1        | 9    |
| 2        | 11       | Alain Prost        | McLaren-Honda   | 76         | + 0,529            | 7        | 6    |
| 3        | 20       | Thierry Boutsen    | Benetton-Ford   | 76         | + 31,410           | 3        | 4    |
| 4        | 28       | Gerhard Berger     | Ferrari         | 76         | + 1:28,670         | 9        | 3    |
| 5        | 15       | Maurício Gugelmin  | March-Judd      | 75         | + 1 kör            | 8        | 2    |
| 6        | 6        | Riccardo Patrese   | Williams-Judd   | 75         | + 1 kör            | 6        | 1    |
| 7        | 2        | Nakadzsima Szatoru | Lotus-Honda     | 73         | + 3 kör            | 19       |      |
| 8        | 1        | Nelson Piquet      | Lotus-Honda     | 73         | + 3 kör            | 13       |      |
| 9        | 29       | Yannick Dalmas     | Larrousse-Ford  | 73         | + 3 kör            | 17       |      |
| 10       | 24       | Luis Perez-Sala    | Minardi-Ford    | 72         | + 4 kör            | 11       |      |
| 11       | 33       | Stefano Modena     | Euro Brun-Ford  | 72         | + 4 kör            | 26       |      |
| 12       | 30       | Philippe Alliot    | Larrousse-Ford  | 72         | + 4 kör            | 20       |      |
| 13       | 31       | Gabriele Tarquini  | Coloni-Ford     | 71         | + 5 kör            | 22       |      |
| Ki       | 17       | Derek Warwick      | Arrows-Megatron | 65         | Fékhiba            | 12       |      |
| Ki       | 5        | Nigel Mansell      | Williams-Judd   | 60         | Vezetői rosszullét | 2        |      |
| Ki       | 18       | Eddie Cheever      | Arrows-Megatron | 55         | Fékhiba            | 14       |      |
| Ki       | 27       | Michele Alboreto   | Ferrari         | 40         | Elektronika        | 15       |      |
| Ki       | 25       | René Arnoux        | Ligier-Judd     | 32         | Motorhiba          | 25       |      |
| Ki       | 22       | Andrea de Cesaris  | Rial-Ford       | 28         | Féltengely         | 18       |      |
| Ki       | 19       | Alessandro Nannini | Benetton-Ford   | 24         | Túlmelegedés       | 5        |      |
| Ki       | 36       | Alex Caffi         | Dallara-Ford    | 22         | Motorhiba          | 10       |      |
| Ki       | 26       | Stefan Johansson   | Ligier-Judd     | 19         | Karburátor         | 24       |      |
| Ki       | 23       | Pierluigi Martini  | Minardi-Ford    | 8          | Baleset            | 16       |      |
| Ki       | 14       | Philippe Streiff   | AGS-Ford        | 8          | Baleset            | 23       |      |
| Ki       | 16       | Ivan Capelli       | March-Judd      | 5          | Motorhiba          | 4        |      |
| Ki       | 3        | Jonathan Palmer    | Tyrrell-Ford    | 3          | Motorhiba          | 21       |      |
| NK       | 32       | Oscar Larrauri     | Euro Brun-Ford  |            |                    |          |      |
| NK       | 10       | Bernd Schneider    | Zakspeed        |            |                    |          |      |
| NK       | 4        | Julian Bailey      | Tyrrell-Ford    |            |                    |          |      |
| NK       | 9        | Piercarlo Ghinzani | Zakspeed        |            |                    |          |      |

## Statisztikák
Vezető helyen:
- Ayrton Senna: 76 kör (1–76)

Ayrton Senna 12. győzelme, 24. pole-pozíciója, Alain Prost 25. leggyorsabb köre.
- McLaren 65. győzelme.